# أروية كورسيكا

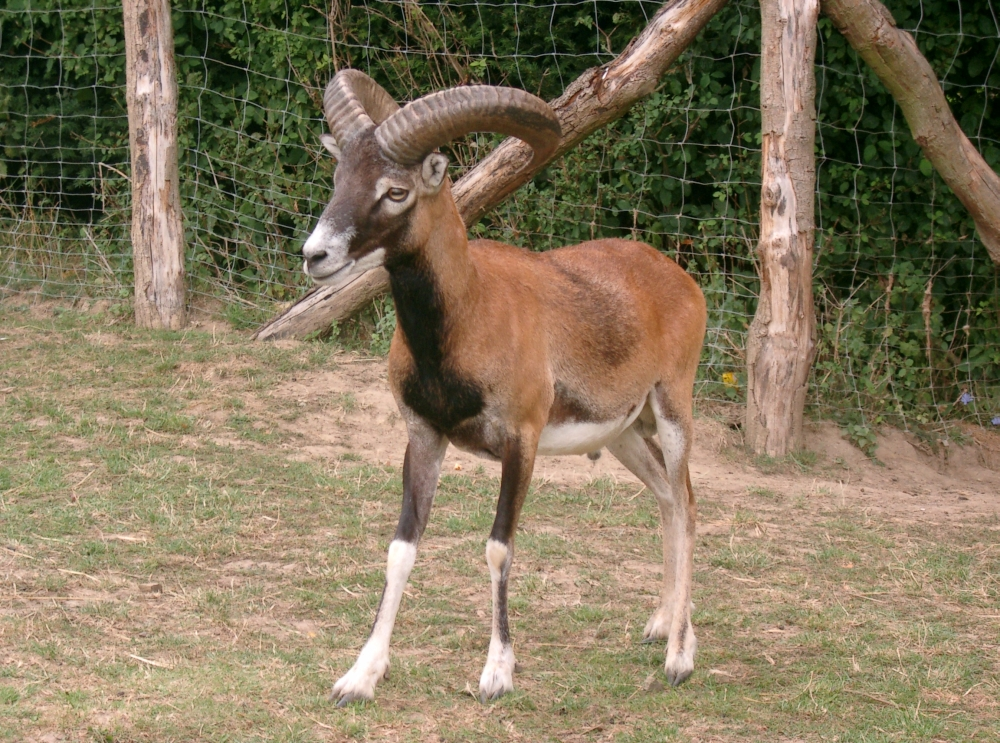
أروية

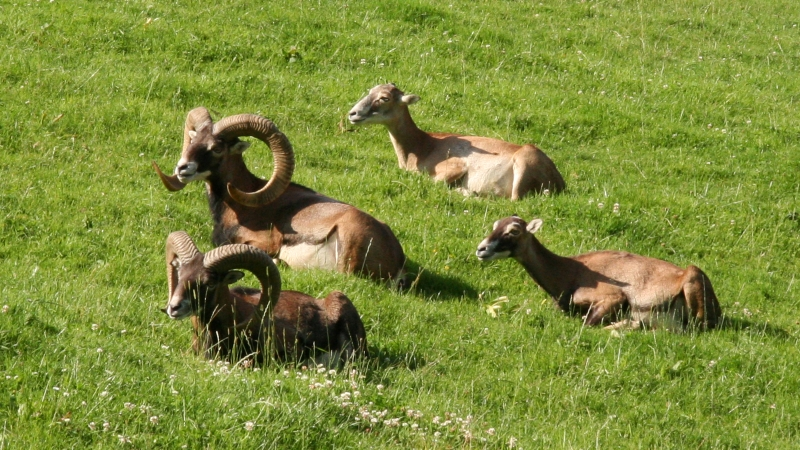
كبشان ونعجتان

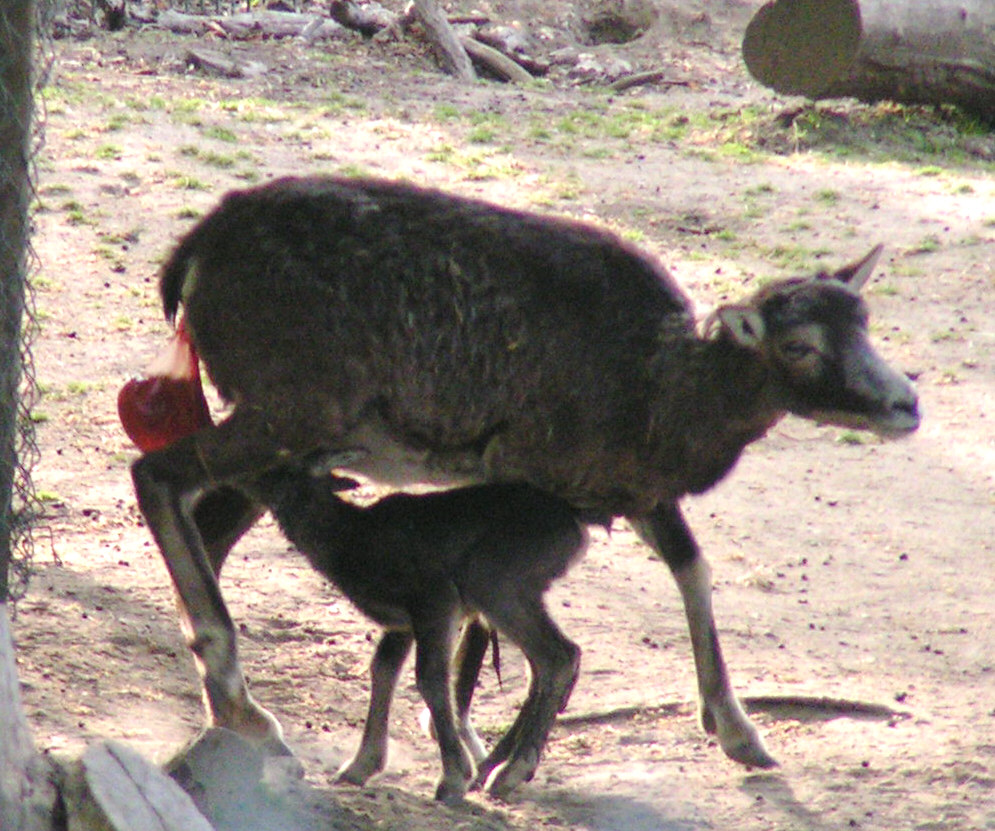
أنثى الأروية مع صغارها مباشرة بعد الولادة

أُرْوِيَّة كورسكة أو أروية كورسيكا أو المَفْلون (Ovis aries musimon) هو نوع فرعي وحشي من الغنم الأهلي. تم العثور عليها في الأصل فقط في جزر كورسيكا وسردينيا في البحر الأبيض المتوسط، ولكن تم إدخالها منذ ذلك الحين إلى العديد من المناطق الأخرى في أوروبا . لا ينبغي الخلط بينها وبين الأروية الشرقية (Ovis gmelini) التي توجد في غرب آسيا وهي أيضًا أسلاف للخرفان الأهلية الحديثة.

## وصف
يُعرف ذكر الأروية باسم الكبش والأنثى بالنعجة، ويُعرف صغيره بالحَمَل.

## مظهر
يبلغ طول جسم أروية كورسيكا 120 سم، وارتفاع كتفه 90 سم، يتراوح وزن النعجة بين 25 و40 كغ ووزن الكبش بين 35 و55 كغ . أروية كورسيكا له شعر ناعم، الكباش لونها أحمر-بني في الصيف، عادة مع بياض على ظهرها، بينما لون النعاج بنية. كلا الشقين داكنين في الشتاء. الكباش لها قرون لولبية الشكل يصل طولها إلى 80 سم طويل ليس للإناث قرون في سردينيا، لكن في كورسيكا لديها قرون أصغر منحنية قليلاً نحو المؤخرة.